# 天津四
天津四（英語：Deneb）/ˈdɛnɛb/是在天鵝座中的一顆一等星。它也是夏季大三角和北十字這兩個星群的端點之一。它是天鵝座中最亮的恆星．也是已知最明亮的恆星之一，是夜空的第19亮星。天津四是顆藍白色的超巨星，平均視星等1.25等。然而，因為距離遙遠，它的亮度是太陽亮度的55,000至196,000倍卻鮮為人知。在拜耳命名法，它的名稱是天鵝座α（α Cygni，拉丁文是Alpha Cygni，縮寫為Alpha Cyg或α Cyg）。在中國星官天津中排序第4，故得名。

## 觀測

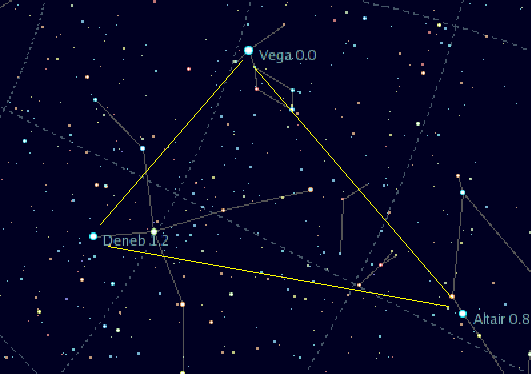
夏季大三角。

天津四是全天空的第19亮星，每年9月7日21:00和10月23日19:00在夜空中的最高點，這對應於北半球夏季的夜晚。在北半球，高於北緯45°的地區，它是顆拱極星，永遠不會落入地平線下。在美國明尼蘇達州 亨內平縣的明尼亞波利斯、加拿大的蒙特婁和義大利的杜林，天津四的最低點會非常接近地平線的北方。在南半球，在南緯45°以南的地區都看不見天津四。因此在南非、澳大利亞南部和紐西蘭的北部，在冬季它也只能在地平線上露出短暫的時間。
天津四位於北十字的頂端。北十字是由天鵝座最亮的恆星組成的星群，成員還有輦道增七（天鵝座β）、天津一（天鵝座γ）、天津二（天鵝座δ）、天津九（天鵝座ε）。它還是天文學中另一個廣為人知，由天琴座的織女星、天鷹座的牛郎星，都是一等星一起組成的星群，夏季大三角中的一個頂點。這個星群的輪廓近似直角三角形的形狀，天津四位於較大的銳角上。

### 極星
由於地球的歲差，大約在西元9800年天津四將是一顆類似極星（離北極點7°）。
| 前任   | 極星                | 後繼   |
| ------ | ------------------- | ------ |
| 天鉤五 | 西元8700至西元11000 | 天津二 |

## 物理性質
天津四與地球的距離大約是802秒差距（2,620光年）。這是通過各種不同的方法，包括光譜-亮度等級、大氣建模、恆星演化模型，並假設它是天鵝座 OB7的成員，還直接測量角直徑；但是這些方法給出的距離不僅不一樣，而且有顯著的差異。使用天體測量衛星依巴谷衛星測出的視差原始值是1.01 ± 0.57 mas ，這與之前的距離是一致的。然而，最近的再分析給出了更大的視差，使距離只有當前接受值的一半。在2008年，使用依巴谷衛星的資料進行計算，得到最可能的距離是475秒差距（1,550光年），不確定性大約是15%。關於依巴谷衛星直接測量是否可以忽略，與廣泛利用間接的恆星模型和星際距離尺度的爭議，就有如昴星團廣為人知的情況。
目前估計天津四的絕對星等是 -8.4等，使它成為已知視覺上最亮的恆星之一，估計它的亮度接近200,000 L☉。這已接近過去幾十年來發佈值的上限，這些值從55,000 L☉到196,000 L☉不等。
天津四是最亮的一等星之一，也就是說它是視星等超過1.5等的恆星。在最亮的30顆恆星中，它的距離是最遠的，差距幾乎是2數量級。根據其溫度和亮度，以及直接測量的微小角直徑（僅0.002角秒），天津四的直徑似乎超過太陽的200倍；如果以它取代太陽，放置在太陽系的中心，它的邊緣將延伸到地球軌道。它是已知的最大A型恆星之一。
天津四是顆藍白色的恆星，光譜類型為A2Ia，表面溫度為8,500K。從1943年以來，它的光譜一直是其他恆星分類的穩定參考星之一。估計它的質量是19 M☉。恆星風造成平均流失8±3×10-7 M☉，是太陽質量流失速率的100,000倍，或相當於每500年失去一個地球質量 。 

### 演化狀態
天津四的初始質量大約是23 M☉，在生命早期的大部分時間是顆O型主序星，但現在它已經耗盡核心的氫，並開始冷卻和膨脹。 以天津四的質量範圍，它最終將膨脹成為最明亮的紅超巨星，並且在數百萬年內核心就會坍縮，發生超新星爆炸。現在已經知道超過一定質量的紅超巨星爆炸，常會成為II-P型超新星，但外層失去更多的質量會使恆星表面變得更熱。根據它們的初始質量和質量流失率，它們可能會快速發展成為黃特超巨星或亮藍變星，或者成為沃夫–瑞葉星，然後爆炸成為Ib和Ic超新星。確認天津四目前正朝向紅超巨星發展，還是再次朝向藍色端演化，會給像紅超巨星一樣爆炸的恆星，和成為更熱的恆星爆炸的類別，提供寶貴的質量限制。
首次演化成紅色的恆星很可能在氦核心的外圍有氫融合層，但核心尚未熱到足以引發氦融合產生碳和氧。已經開始對流疏浚，但這些融合的產物還不會上翻到達表面。預期後紅巨星恆星會將這些融合產物上翻到表面，這是因為紅超巨星階段的對流較強，而且恆星表層的遮蔽外層已經流失。天津四被認為在成為紅超巨星一段時間之後，表面溫度會上升。然而，目前的模型不能精確地再現其光譜中顯示在表面的元素。

### 變星
天津四是最亮的天鵝座α型變星範例(ACYG) 變星，其不規則且快速的脈動導致其亮度在1.21至1.29之間變化。 
在1910年，李（Lee）就已經發現它的變化，但直到1985年，《變星總表》第4版才正式列為一類獨特的變星。尚未完全了解天鵝座α型變星的脈動原因，但它們的不規則性似乎是由於多個不同脈動週期的節拍。徑向速度分析確定了16種不同的居諧波脈動模式，其週期範圍在6.9至100.8天；可能還有大約800天的較長時間。天津四被認為是ACYG變星的原型。

### 可能的光譜伴星
來自光譜的徑向速度週期性的變化，讓天津四曾被報告可能是週期大約850天的單線光譜聯星 。但後續的調查沒有發現任何支持伴星存在的證據。

## 語源及文化意义
天津四之名称，表示它是星官天津中的第4顆恆星。在中國神話故事中，牛郎（牛郎星）及織女（織女星）這一對分隔兩地的戀人會在七夕這一天通過由喜鹊搭建的橋跨過銀河來相會，而這座橋樑即被稱為天津。在其他傳說故事的版本中，天津被視為一位護送牛郎及織女相見的仙女。
天津四的英文名称Deneb來自阿拉伯語dhaneb（ذنب الدجاجة）意為「尾巴」或是「母雞的尾巴」。至少有其他7顆恆星擁有類似的名稱，其中最著名的是土司空與五帝座一，土司空是鯨魚座最明亮的恆星而五帝座一則是獅子座第二明亮的恆星。
其他比較少見的名稱包括Deneb Adige、Denebadigege與Denebedigege。Arided這個名稱出現在阿方索星曆表（Alfonsine Tables）中，是由這個星座名稱（Al Ridhādh）演變而來的。德國天文學家約翰·拜耳稱天津四為Arrioph，這是由Aridf及Al Ridf轉變來的。凱西屋斯則稱它為Os rosae、Rosemund或Uropygium（意為人的鼻子）。

## 外部連結
- Hipparcos star catalog entry